# Pik Piramidalnyj
Pik Piramidalnyj (ryska: Pik Piramidal’nyy, Пик Пирамидальный) är en bergstopp i Kirgizistan. Den ligger i den sydvästra delen av landet, 500 km sydväst om huvudstaden Bisjkek. Toppen på Pik Piramidalnyj är 5 439 meter över havet.
Terrängen runt Pik Piramidalnyj är huvudsakligen bergig, men åt sydost är den kuperad. Pik Piramidalnyj är den högsta punkten i trakten. Runt Pik Piramidalnyj är det glesbefolkat, med 17 invånare per kvadratkilometer. Det finns inga samhällen i närheten. Trakten runt Pik Piramidalnyj består i huvudsak av gräsmarker.